# Glenea parasauteri
Glenea parasauteri là một loài bọ cánh cứng trong họ Cerambycidae.